# América TV (Argentina)
América TV es un canal de televisión abierta argentino con licencia en la ciudad de La Plata, aunque su señal es producida en la ciudad de Buenos Aires. Es también conocido por ser uno de los cinco canales abiertos que emiten desde el Área metropolitana de Buenos Aires.
La emisora fue inaugurada el 25 de junio de 1966 y es propiedad del Grupo América y del empresario argentino Claudio Belocopitt.

## Historia

### Adjudicación y lanzamiento
El 14 de abril de 1964, mediante el Decreto 2659, el Poder Ejecutivo Nacional adjudicó a la Rivadavia Televisión S.A. una licencia para explotar la frecuencia del Canal 2 de la ciudad de La Plata, capital de la provincia de Buenos Aires.
La emisora inicio sus operaciones el 25 de junio de 1966 como LS 86 TV Canal 2 de La Plata y operando bajo el nombre comercial de Tevedos, donde su sede fue en Calle 36 entre 2 y 3, y sus estudios en la Avenida 32 n.º 1215 entre 19 y 20 propiedad de la misma empresa, compuesta por los entonces dueños de la radio porteña homónima.

### Los primeros años (1966-1979)
El 30 de agosto de 1966, mediante el Decreto 1231, el Poder Ejecutivo Nacional autorizó a Rivadavia Televisión S.A. a instalar una planta transmisora en la localidad de Ingeniero Juan Allan, Partido de Florencio Varela. Dada la cercanía, desde un principio fue posible sintonizarlo en el AMBA, aunque de manera bastante deficiente cuanto más al norte se encontrara la antena receptora, ya que a diferencia de los otros canales de aire que transmiten desde la Capital Federal, la misma se encuentra al sur del conurbano.
Varios de los técnicos que pasaron a esta nueva emisora emigraron de Canal 13 hacia Canal 2 entre ellos, el escenógrafo Enrique Zanini y el iluminador Juan Carlos Berraud. También participaron en telenovelas, técnicos de Canal 9, como el director Nicolás del Boca. Uno de sus primeros programas fue Feminísima de Pinky; también la primera transmisión completa de un Mundial de Fútbol en Argentina, en este caso el de 1966 aunque en diferido.
Al no llegar de manera clara la señal a Buenos Aires, donde se tomaban las mediciones de audiencia, comenzó a verse afectada la economía de la emisora, debiendo reemplazar la programación propia por series y películas extranjeras de bajo costo. Inclusive durante un tiempo transmitió en dúplex con Canal 13 por gestión de Goar Mestre, director de este último, como una forma de abaratar costos.
En 1976, luego del golpe de Estado que instauró el llamado Proceso de Reorganización Nacional, Canal 2 fue intervenido por el Gobierno provincial, pasando a depender del Ministerio de Economía de la Provincia de Buenos Aires.

### Década de 1980
El 26 de mayo de 1980, Canal 2 comenzó a emitir programas en color.
El 23 de junio de 1983, mediante la Resolución 362, el Comité Federal de Radiodifusión llamó a concurso para la adjudicación de la licencia de Canal 2. En dicho proceso de privatización, se presentó Rivadavia Televisión. El 27 de octubre de ese año, mediante el Decreto 2811, el Estado Nacional adjudicó la licencia a Radiodifusora El Carmen, empresa dirigida por José Irusta Cornet y Teresa Flouret, aunque no poseía suficiente equipamiento y capital para manejar la emisora. Además, el empresario Alejandro Romay, propietario de Canal 9, apeló la medida alegando que la señal platense se introducía indebidamente en la ciudad de Buenos Aires pero el recurso fue rechazado.
El 2 de octubre de 1984, mediante la Resolución 781, el Comité Federal de Radiodifusión autorizó al Municipio de 9 de Julio a instalar una repetidora del canal, asignándole el canal 12 en la banda de VHF.
Unos años después la permisionaria acuerda con Héctor Ricardo García, propietario de Estrellas Producciones S.A. y del diario Crónica y exdirector de Teleonce, quien el 18 de diciembre de 1987 se hizo cargo de la programación del canal, que pasó a llamarse Teledos y logró colocarse en el segundo lugar de audiencia, compitiendo directamente con Canal 9, el líder del momento. García, aportó una fuerte inversión en equipamiento y quedó encargado de la programación a través de la firma Estrellas Producciones, convirtió a la emisora platense en una verdadera revelación y plataforma de ensayo para lo que en los 90 sería la creación de Crónica TV: incluso apeló al eslogan que luego usaría en la señal informativa, "El canal de las noticias".
En diciembre de 1987, en el lanzamiento de la programación, se puso al aire Ganale al dos, en el que desfilaron las nuevas figuras del canal. Fueron 14 horas en vivo desde los estudios de Riobamba 280 con la conducción de Ethel Rojo. En ese momento el Canal 2 alcanzó su mayor dimensión y la planta de empleados que llegó a tener casi 200 trabajadores. Pese a que la mayor parte de la producción artística, periodística y comercial se hacía en Capital Federal, los controles de transmisión permanecían en las instalaciones platenses. En La Plata, la nueva gestión trasladó todas las operaciones a un edificio construido en Calle 27 entre 530 y 531 ubicado en la Localidad de Tolosa.
Teledos basó su éxito en una programación con hincapié en lo popular y periodístico, similar a la de Teleonce en su momento, convocando a figuras por entonces ausentes en la televisión: Pinky, Roberto Galán, Hugo Moser, Ethel Rojo, Lucho Avilés, Quique Dapiaggi, entre otros. Sin embargo, la relación entre García y sus socios acabó de malos modos al estar Cornet y Flouret opuestos al tono "sensacionalista" o "amarillista" que le dio García a los informativos, particularmente con la extensa cobertura del asesinato de Alicia Muñiz, generándose un pleito judicial que motivó su salida forzada el 11 de noviembre de 1988. El canal volvería a denominarse como Tevedos, la audiencia se desmoronó y cayó al último lugar, como había sido históricamente. Muchos de los programas eran producciones independientes que alquilaban el espacio a la emisora, en su mayoría, se producían desde estudios montados en Avellaneda. A fines de 1989, se declaró en convocatoria de acreedores.
Parte del archivo de Teledos y Estrellas Producciones quedó en manos de García, siendo muchos de estos periódicamente repetidos en el canal de noticias Crónica TV, fundado por el mismo empresario en 1994, en su espacio El archivo de oro.

### Década de 1990
En 1991, Eduardo Eurnekián, por entonces propietario de Cablevisión, las radios América, Aspen, FM Sport y los diarios El Cronista y Extra, adquirió el Canal 2, renombrandolo América Te Ve (ATV) y un nuevo informativo «América Informa» el 15 de abril de ese año. En el primer día del canal bajo esta nueva denominación, la conductora Virginia Hanglin presentaba una programación bastante limitada, que arrancaba a las 16, prácticamente a base de películas, series y dibujos animados. Desde ese mismo día, a las 19:20 una tormenta destruyó la antena transmisora de Florencio Varela, por lo que en su día inaugural el canal quedó fuera del aire y luego funcionó con una emisión de emergencia, pero quedó varios días sin poder emitir la programación. Más tarde se sumó Radio del Plata y Frecuencia 95, conformando la Corporación Multimedios América.
Este cambio mejoró la recepción de la señal, junto a nuevos estudios en el barrio de Palermo, en la ciudad de Buenos Aires. Fue la primera planta productora de televisión con tecnología digital de Argentina, superando a Canal 13 que se arrogaba ese hito. Efectivamente, en agosto de 1994 se inauguraron las nuevas instalaciones de la corporación, en el barrio porteño de Palermo (calle Fitz Roy 1650), concebidos íntegramente en SDI y con Betacam Digital. Técnicamente, fue la mejor etapa de toda la historia del canal aún llamado platense.
En abril de 1993, el canal pasó a llamarse América 2 y desde abril de 1995, América, si bien suele agregarse «TV» o «Televisión» para diferenciarlo de la radio homónima.
Pero el desembarco de Eurnekian puso en alerta a los trabajadores que denunciaron la idea de trasladar el canal a los estudios en cuyas instalaciones funcionaba Cablevisión. Fue entonces que desde el Sindicato Argentino de Televisión (SATSAID) se dispuso la toma del canal y se impidió el retiro de equipos.
Daniel Celetano, gerente nombrado en La Plata por la nueva administración, inició un paulatino proceso de reducción con ofrecimientos de retiros voluntarios y traslados para los empleados, que en cinco años llevó el plantel platense de 150 a 65 agentes. “Ellos se propusieron convertir un canal con licencia provincial en una señal porteña. Y por eso necesitaban clausurar La Plata para que no quedaran pruebas ni resistencia alguna”, asegura Bellingeri.
En ese contexto, a fines de 1995 el SATSAID puso en marcha una serie de medidas de fuerza e inició, con el patrocinio del abogado Damián Loretti, una demanda judicial para resistir lo que se interpretaba era un plan de vaciamiento que quedó radicada en el Juzgado en lo Criminal Federal N° 3 de La Plata, a cargo de Arnaldo Corazza. El 12 de enero de 1996 el juez dispuso una medida cautelar de no innovar que implicaba frenar cualquier cambio en el canal, en especial impedir el retiro de equipamiento de los estudios de Tolosa. Durante ese fin de semana y previo a la notificación formal de la medida por parte de la Justicia, las autoridades del canal organizaron un operativo para trasladar todos los equipos de los estudios y salas de transmisión en La Plata. Así, en la madrugada del 15 de enero de ese mismo año, un grupo de técnicos que habrían actuado con la custodia de efectivos de la policía desarmó todo el equipamiento y se lo llevó en un camión. Dos días después Corazza ordenó retrotraer todo a la situación previa al inicio del conflicto, lo que implicaba devolver los equipos a las instalaciones platenses en un plazo perentorio de tres días. No obstante, el control de la línea de transmisión nunca fue repuesto en La Plata.
Las negociaciones se extendieron durante cinco meses. En ese lapso el canal permaneció tomado por los trabajadores y sus familias que también provocaron interrupciones en la transmisión en señal de protesta. En medio de aquel áspero conflicto la pantalla de América avanzó con una programación íntegramente hecha en la Ciudad de Buenos Aires.
Frente a la falta de avances, la protesta se profundizó con una huelga de hambre de tres delegados que terminó con una sanción contra la empresa dispuesta por el Comité Federal de Radiodifusión (COMFER). En ese momento, el Sindicato Argentino de Televisión presenta un recurso de amparo y luego va juicio contra Eurnekian, donde dice que el canal tiene que funcionar el 100% en La Plata, según la licencia por la cual fue otorgado. El fallo es muy duro contra la empresa y muy favorable para el gremio. Sin otra salida a mano, Eurnekian y sus representantes legales terminaron por pactar un acuerdo y lograron rearmar progresivamente las producciones en la capital bonaerense.
El 20 de noviembre de 1996, el Grupo Multimedios América puso en marcha un nuevo estudio en la esquina de Calle 8 y 48, una especie de pecera en tres plantas con amplios ventanales hacia la zona de mayor actividad comercial de la ciudad pero sin las condiciones de seguridad adecuadas (tenía una sola entrada por una escalera). El propio Eurnekian recibió allí al gobernador Eduardo Duhalde, que asistió a la inauguración del nuevo espacio luego de haberse negado reiteradamente atender a los representantes del sindicato de televisión que aspiraban a lograr su intermediación en el litigio.
Entre 1995 y 1996 patrocinó al Club Atlético Banfield.
En 1996 se incorpora al grupo el Canal 10 de Junín de Buenos Aires. Paralelamente, Eurnekián comenzó a desprenderse de las empresas que conforman el Multimedios América, primero Cablevisión y luego el resto de los medios.
Los comienzos de América TV fueron difíciles, con una programación hecha con pocos recursos y que no resultaba atractiva, lo que se reflejaba en los índices de audiencia. Más tarde apeló a los talk shows, a veces abusando del morbo y el escándalo, con exponentes como Sin Vueltas (1993-1998), Mediodía con Mauro (1997-1998) o Amor y Moria (1997-1998). Al mismo tiempo, se destacaron algunos programas que han contribuido en cierta forma a renovar la estética televisiva: tal el caso de los humorísticos De la cabeza (1992-1993), Cha cha cha (1993, 1995-1997), La Biblia y el calefón (1997-1998, 2001) y Televisión Registrada (1999-2005), de espectáculos El Periscopio (1993-1996), El rayo (1995, 1997-1999, 2001) y Movete (1997-2001), junto con otros que satirizaban la realidad como Caiga quien caiga (1995-1999, 2012), Día D (1996-1997, 1999-2000, 2003) de Jorge Lanata y Zoo (1997-1999) de Juan Castro y Dolores Cahen D'Anvers, logrando así el segundo lugar a finales de 1997.[cita requerida]
El 24 de septiembre de 1999, mediante la Resolución 612, el Comité Federal de Radiodifusión autorizó el cambio de emplazamiento de la planta transmisora formulado por América TV S.A
En diciembre de ese año, mediante la Resolución 3459, la Secretaría de Comunicaciones autorizó a América TV a realizar pruebas en la Televisión Digital Terrestre bajo la normativa ATSC (normativa que fue dispuesta mediante la Resolución 2357 de 1998). Para ello se le asignó el Canal 5 en la banda de VHF.

### Década de 2000
En agosto de 2000, América TV pasó a formar parte de Ávila Inversora, sociedad integrada por Carlos Ávila y su familia. Los nuevos dueños, creadores de la empresa Torneos, dedicada a la producción y transmisión de programas y eventos deportivos, aportaron cambios a la programación de América TV, dedicada principalmente al periodismo, a la farándula y al deporte.
En 2002, América TV (que para ese entonces era propiedad del empresario Carlos Ávila) y sus canales hermanos CVN Cablevisión Noticias (hoy A24) y Canal 10 de Junín, pasaron a formar parte del grupo Multimedios América, conformada por Ávila, Daniel Vila (del Grupo UNO, hoy Grupo América, que puso 3 canales de televisión y su porcentaje en el Diario La Primera) y Eduardo Eurnekian. Asimismo, logró sobrevivir la quiebra y obtener la renovación de su licencia como canal abierto, a pesar de la enérgica protesta de Héctor Ricardo García, quien aún alegaba derechos sobre la misma, y así obtener el tercer lugar en ese mismo año.
En el edificio fundacional de Canal 2, en Calle 36, funciona desde 2005 un Centro de Formación Laboral que depende de la CGT, actual propietaria del inmueble.
En junio de 2005, la empresa que controla a América TV fue comprada en su mayor parte por el empresario y político Francisco De Narváez, quien además adquirió las radios La Red y FM Milenium. En términos de audiencia, el canal sufrió una leve baja en 2008, quedando 1.3 puntos por debajo de su principal competidor, Canal 9, en el promedio general por el tercer puesto.
El estudio de 8 y 48, que es la última referencia visible del canal en la ciudad de La Plata, permanece cerrado luego de quedar inutilizado a raíz de un incendio en 2008. A partir de entonces la presencia en la ciudad del canal local se fue desdibujando cada vez más y su suerte peregrinó por varios domicilios hasta quedar reducido, en la actualidad, a un departamento alquilado en la zona norte y el puesto móvil del camión de exteriores que genera contenido informativo para los noticieros de América 24.

### Década de 2010
El 17 de noviembre de 2010, la Autoridad Federal de Servicios de Comunicación Audiovisual, mediante la Resolución 327, autorizó a América TV a realizar pruebas en la Televisión Digital Terrestre bajo el estándar ISDB-T (adoptado en Argentina mediante el Decreto 1148 de 2009). Para ello se le asignó el Canal 36 en la banda de UHF.
En 2012 la producción local en La Plata pasó por la única emisión de un noticiero de una hora que salía a las 5:30 desde un estudio en la calle 2 entre 63 y 64 y que se emitía por A24, esta fue una decisión que lo dispusieron los actuales dueños del canal (Daniel Vila y José Luis Manzano).

“Mantenemos ese estudio sin habilitación, sin permiso del COMFER, sin ningún tipo de autorización y transmitimos una hora desde las cinco de la mañana hasta las seis, antes de Mauro Viale. Leemos las noticias del día anterior. Hoy somos 38 compañeros, sólo para producir esa hora y el camión de exteriores. Somos 38 gracias a Gabriel Mariotto, podríamos haber sido los setenta y pico”
Miguel Pelatti

El 20 de noviembre de 2012, fue lanzada la señal internacional de América TV, denominada América TV internacional.
El 30 de noviembre de ese año, el Grupo UNO presentó su plan de adecuación voluntaria ante la Autoridad Federal de Servicios de Comunicación Audiovisual con el fin de adecuarse a la Ley de Servicios de Comunicación Audiovisual, donde propuso, entre otras, vender el Canal 10 de Junín, el Canal 6 de San Rafael, 6 radios, 8 licencias de TV cable y 3 registros de señales. El plan fue aprobado el 17 de febrero de 2014, quedando las 16 licencias y los 3 registros de señales en venta. El 29 de diciembre de 2015, mediante el Decreto 267/2015 (publicado el 4 de enero de 2016), se realizaron cambios a varios artículos de la ley. Los cambios en la ley generaron que ya no era necesario que el Grupo UNO se adecuara a la Ley. El 2 de febrero, el Ente Nacional de Comunicaciones (sucesora de la AFSCA) decidió archivar todos los planes de adecuación (incluyendo el del Grupo UNO); como consecuencia de esto, el Grupo UNO ya no tiene obligación de vender ninguna de sus licencias.
En 2013, logró repuntar volviendo al tercer lugar después de 11 años, directamente debajo de Telefe y El Trece, debido a los buenos resultados de varios de sus programas.

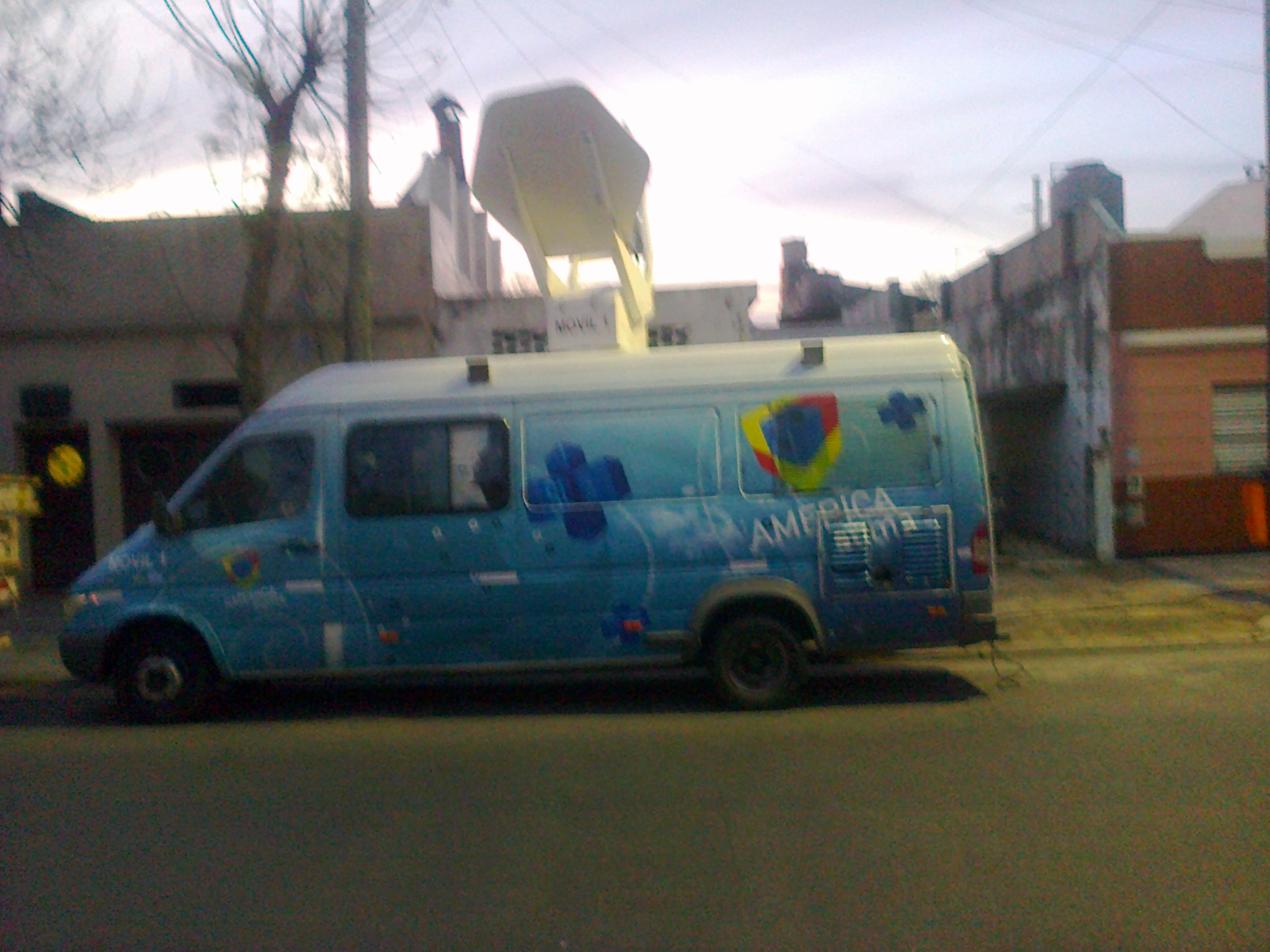
Móvil de exteriores de América TV en 2012.

El 26 de febrero de 2015, la Autoridad Federal de Servicios de Comunicación Audiovisual, mediante la Resolución 35, le asignó a América TV el Canal 32.1 para emitir de forma regular (en formato HD) en la Televisión Digital Terrestre. Sin embargo, el Ente Nacional de Comunicaciones, mediante las resoluciones 10090 del 29 de diciembre de 2016 y 1631 del 9 de marzo de 2017, le asignó el canal 36.1.
Para abril de 2015, la estrategia parece centrarse en dos sentidos: por un lado, acordó con Endemol el pase de Gran Hermano, el reality show que originalmente se emitía por Telefe, a su pantalla; por el otro, siendo un año de elecciones en Argentina, y dado que el canal se caracteriza por tener la mayor parte de programas en vivo y con panelistas, se vuelca principalmente al debate político. De hecho, fue el único canal de la televisión abierta de Buenos Aires en transmitir el primer debate presidencial en la historia del país.
El 15 de febrero de 2017, se anunció que el empresario Claudio Belocopitt adquirió el 40% del Grupo América Medios y sus medios de comunicación que pertenecía a De Narváez. La compra fue realizada por la empresa Swiss Medical, controlada por Belocopitt.
El 10 de agosto de 2017, después de muchos años América TV volvió a tener sede en su antiguo estudio ubicada en la Avenida 32 n.º 1215 entre Calle 19 y 20 en La Plata, donde instalaron el debate de volver a tener producción propia en dicha Ciudad. Los trabajadores se encontraban abocados al armado de una filmoteca con la historia del viejo Canal 2.
El 31 de julio de 2018, los trabajadores con apoyo SATSAID realizando un acto reclamando la inmediata devolución de los estudios. Pero en los últimos días el Grupo América avanzó en el vaciamiento, desmanteló el estudio y se llevó todos los equipos. Daniel Vila cierra los antiguos estudios del Canal 2 de La Plata y el inmueble tiene colocado el cartel de alquiler.

### Década de 2020
El 12 de diciembre de 2022, el empresario mendocino Daniel Vila anunció la venta del canal. Los interesados para la compra se rumorean Alpha Media Group de Marcelo Fígoli y los multimedios del interior como Grupo Televisión Litoral (Rosario) y Cadena 3 (Córdoba).
Un año después, se integraron nuevas figuras para ser parte del canal; entre ellos, se dio a conocer el esperado regreso oficial a la televisión del reconocido productor y presentador de televisión Marcelo Tinelli y su debut en este canal como su nuevo miembro en la conducción, además de ser su nuevo director artístico y su nuevo gerente de programación.

## Noticieros

### Actuales
- América noticias (1991-presente)

### Anteriores
- Te cuento al mediodía (2016-2018)
- Buenos días América (2014-2024)

## Controversias
- En agosto de 2005. Televisión registrada, uno de los programas más populares del canal, invitó como «crítico» a Mario Pontaquarto, uno de los implicados en el famoso caso de coimas en el Senado de la Nación en 2000. Según el productor de este programa, Diego Gvirtz, esto hizo que Rolando Graña, director periodístico del canal, censurara sin consentimiento de la producción el programa antes de ser emitido. Debido a ello, la productora PPT decidió romper su contrato con América y pasar a Canal 13 con sus productos Televisión registrada e Indomables.

- Tres poderes era un programa periodístico emitido por este canal, conducido por Reynaldo Sietecase, Maximiliano Montenegro y Gerardo Rozín donde se tocaban temas de política y economía de Argentina. El 7 de junio de 2009, en la campaña para las elecciones legislativas de ese año, fue entrevistado Francisco De Narváez, candidato a diputado nacional por Unión Pro y uno de los accionistas del canal. La entrevista incluyó menciones a las acusaciones por enriquecimiento ilícito que formuló el diario Página/12 sobre el candidato. Al cierre del programa, mientras Sietecase realizaba una editorial sobre los periodistas y los dueños de los medios, se cortó la transmisión y comenzó La cornisa, el programa que le seguía. Según Sietecase, este hecho, sumado a la postura neutral que tomó Tres poderes durante el debate de la Ley de Servicios de Comunicación Audiovisual, determinó el levantamiento del ciclo en noviembre de 2009, un mes antes de finalizar el contrato. Otro programa, Lado salvaje, conducido por Sietecase y Montenegro en A24, también fue víctima de condiciones desiguales que determinaron su clausura. Asimismo fue levantada la columna de Sietecase en la radio LT8 de Rosario.[43][44] América TV solo emitió un comunicado atribuyendo los levantamientos de Tres poderes y Lado salvaje a la finalización de los contratos. Cabe aclarar que todos los medios mencionados pertenecen al mismo Grupo Uno.[45]

## Señales
América TV transmite a través de tres señales nacionales y dos internacionales, con las mismas gráficas, ID y cortinas en pantalla. Ninguna de ellas emite la misma publicidad, debido al área de transmisión y a las respectivas leyes. Además, en las ciudades donde hay canales afiliados, estos tienen exclusividad para retransmitir la señal satelital, por lo tanto, los cableoperadores no pueden colocarla en su grilla.

### Aire

#### Analógica
Es la señal original, que transmite desde 1966 en el canal 2 de VHF. Posee repetidoras en varias ciudades y es también retransmitida por los cableoperadores del AMBA. La planta transmisora se encuentra en la localidad de Ingeniero Juan Allan, partido de Florencio Varela, provincia de Buenos Aires.
Características:
- Logo en pantalla, en el ángulo superior derecho;
- Texto «VIVO» debajo del logo, cuando un programa se emite en vivo y en directo;
- Hora y temperatura en pantalla, en el ángulo inferior derecho (solo en Capital Federal);
- Venta de programación, a través de banners, ubicados en el ángulo inferior derecho o en el superior izquierdo, durante la misma (excepto en los noticieros);
- Sistema de sonido SAP, utilizado para la autodescripción (AD);
- Subtítulos opcionales para hipoacúsicos (Closed Caption), que son obligatorios por ley.
- Marca de agua del logo durante las tandas publicitarias.

#### Digital terrestre
Es la señal principal, lanzada el 8 de abril de 2011, en transmisiones de prueba bajo la norma ISDB-Tb por el canal 36 de UHF de la Televisión Digital Abierta (TDA), desde el Edificio Alas y sólo para el AMBA. Desde el 17 de agosto de 2015 emite toda su programación en HD. Cuenta con los siguientes sub-canales:
- 36.1 América HD: transmite toda la programación del canal en resolución 1080i y relación de aspecto 16:9.
- 36.3 A24 transmite toda la programación del canal en resolución 1080i y relación de aspecto 16:9.
- América 1seg: adaptación para dispositivos móviles de la señal analógica.

Características:
- Resolución del canal a 1920x1080i60;
- Logo en pantalla, ubicado en el ángulo superior derecho.
- Texto «VIVO», debajo del logo cuando un programa se emite en vivo y en directo;
- Hora y temperatura en pantalla ubicada en el ángulo inferior derecho
- Promueve los programas de los días siguientes;
- Venta de programación, a través de banners, ubicados en el ángulo inferior derecho o en el superior izquierdo, durante la misma (excepto en los noticieros);
- Gráficas, identificador y promociones emitidas en HD;
- Emite la tanda publicitaria de la señal de aire, en relaciones de aspecto 4:3 pillarbox o 16:9 widescreen, según la publicidad.
- Marca de agua del logo durante las tandas publicitarias.

### Interior
Señal que transmite para todo el país vía satélite desde 1993 y es retransmitida localmente por aire y cable:
- Aire: por sistema VHF, a través de canales afiliados a la red nacional, en sus respectivas ciudades sede y áreas de influencia;
- Cable: a través de operadores, excepto en las ciudades sede de canales afiliados.

Características:
- Utiliza el mismo logo que la señal madre;
- Utiliza el texto «VIVO»;
- Muestra la hora en pantalla;
- Realiza venta de programación durante la misma;
- Sistema de sonido SAP;
- No emite la misma tanda publicitaria que la señal de aire, debido al área de transmisión y a las respectivas leyes; en algunas ocasiones la emite por error, en forma parcial o completa;
- Promueve los programas de los días siguientes;
- Tiene las mismas gráficas, identificador y cortinas en pantalla que la señal de aire;
- También cuenta con subtítulos opcionales para hipoacúsicos.
- No tiene marca de agua en el logo durante las tandas publicitarias ya que la señal de aire lo tiene. Pero lo podemos ver al final de la tanda cuando toma enlace con la señal de aire.

### Satelital
Es la señal que tiene llegada a todo el país, distribuida por DirecTV (Canales 120 y 1120), INTV HD (Canales 13 y 614). Tiene las mismas características que la señal de aire que se emite en el Área Metropolitana de Buenos Aires e inclusive puede ser tomada por los canales de aire afiliados cuando hay problemas técnicos en la señal Interior.

### Internacional
Señal inaugurada en 1995. En un comienzo, retransmitía la señal nacional de América TV excepto la programación importada, la cual era reemplazada por repeticiones de otros programas y, durante la madrugada por películas, videoclips y el canal informativo CVN (actual A24), en lugar de la carta de ajuste que se emitía en la señal madre.
En 2009, este canal fue reconvertido bajo el nombre de América Internacional para operadores de televisión por suscripción a lo largo del continente. Emite la misma programación que la señal nacional, con la excepción de películas e infomerciales que son reemplazados por repeticiones de programas.
En Chile fue distribuido por VTR Chile hasta la madrugada del 16 de agosto de 2019 en los canales 68 y 356; disponible también en otros cableoperadores del país. En Uruguay, esta señal es tomada por todos los cableoperadores del interior, como Cable 1 de Melo y Cablevisión de Treinta y Tres, y en Montevideo por TCC (quien hasta 2016 cortaba la señal en la emisión de "Intrusos" debido a la emisión del programa por parte de Canal 10) y Monte Cable, dentro del Pack América y Nuevo Siglo, que la ofrece dentro de su paquete básico.
En Paraguay la operadora Tigo es la única que toma su señal para dicho país.
Características:
- Transmite las 24 horas
- Logo de la señal de aire es el mismo que la señal madre, con la palabra "América Internacional".
- No utiliza el texto «VIVO»
- No muestra ni la hora ni la temperatura en pantalla, debido a que la señal es recibida en lugares con diferentes husos horarios.
- Durante eventos y programas exclusivos, que solo se transmiten para la República Argentina, son puestas en pantalla repeticiones de programas de la emisora y la retransmisión del canal A24.
- Durante la tanda publicitaria solo se emite promociones de la programación, en letterbox.

## Repetidoras
América cuenta con 5 repetidoras en la Provincia de Buenos Aires y 4 en la región, siendo el único canal privado del Área Metropolitana de Buenos Aires y la región que cuenta con repetidoras.
| Canal | Localización de la repetidora |
| 8     | 25 de Mayo                    |
| 3     | Dolores                       |
| 5     | Las Flores                    |
| 71    | Lezama                        |
| 45    | Roque Pérez                   |

### Canales asignados
| Canal    | Nombre Público  | Indicativo de Señal | Provincia    | Ciudad     |
| -------- | --------------- | ------------------- | ------------ | ---------- |
| Canal 7  | El Siete        | LV 89 TV            | Mendoza      | Mendoza    |
| Canal 8  | Canal Ocho      | LV 82 TV            | San Juan     | San Juan   |
| Canal 6  | El Seis Telesur | LV 84 TV            | Mendoza      | San Rafael |
| Canal 10 | Canal Diez      | LRH 450 TV          | Buenos Aires | Junín      |